# C. Donald Alston

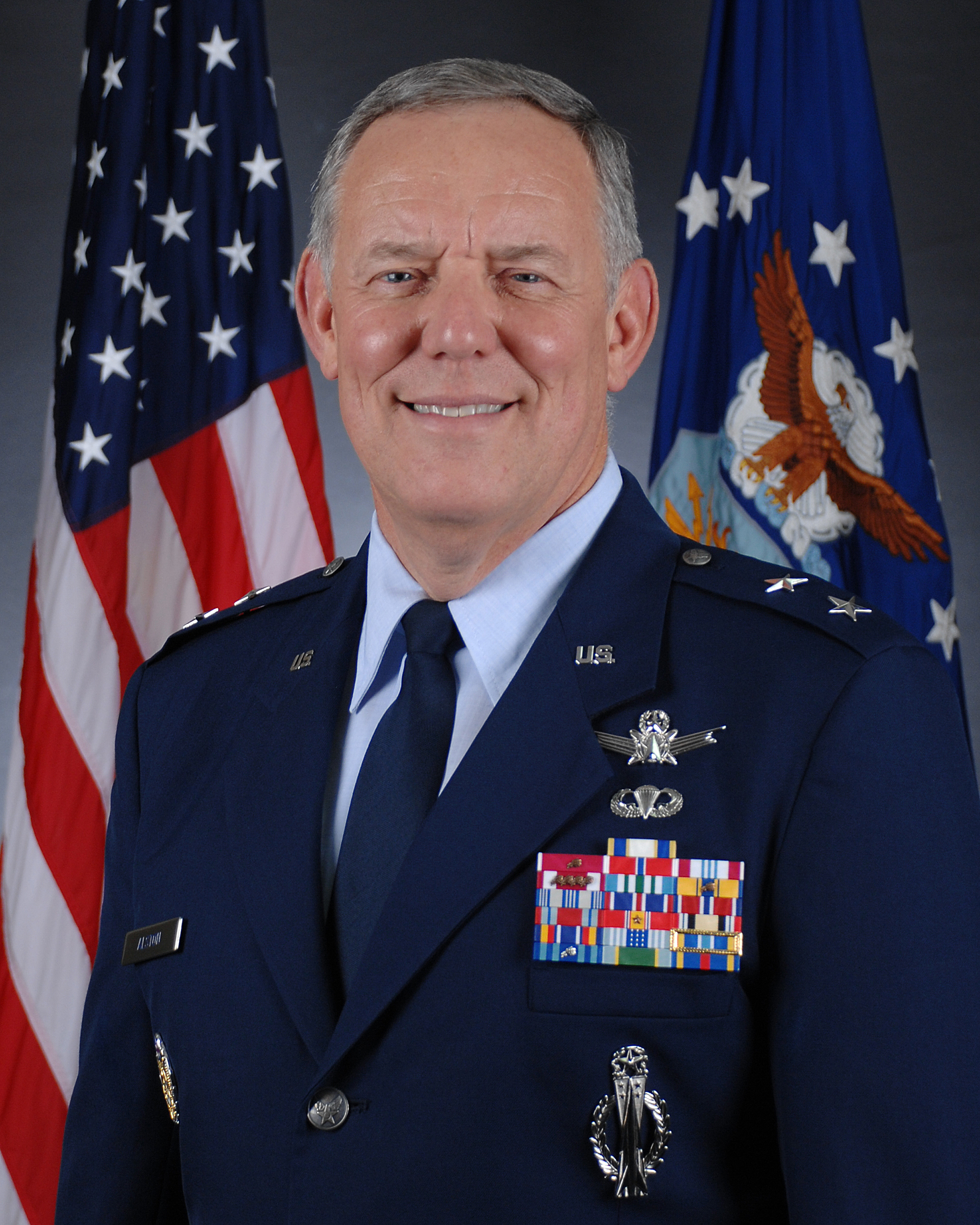
C. Donald Alston (2011)

 C. Donald Alston  (* um 1956) ist ein pensionierter Generalmajor der United States Air Force. Er war unter anderem Kommandeur der 20. Luftflotte.
Im Jahr 1978 absolvierte er die United States Air Force Academy in Colorado Springs. Nach seiner Graduation wurde er als Leutnant in das Offizierskorps der Air Force aufgenommen. In der Folge durchlief er alle Offiziersgrade vom Leutnant bis zum Zwei-Sterne-General.
Im Lauf seiner militärischen Karriere absolvierte er verschiedene Kurse und Schulungen. Dazu gehörten unter anderem die Squadron Officer School auf der Maxwell Air Force Base in Alabama; das Air Command and Staff College über einen Fernkurs; das Air War College, das sich ebenfalls auf der Maxwell AFB befindet und das Armed Forces Staff College in Norfolk in Virginia. Außerdem erhielt er akademische Grade von der Golden Gate University, der Syracuse University und der Harvard Kennedy School.
Alston war vor allem im Raketenbereich und als Stabsoffizier eingesetzt. In seinen frühen Jahren als Offizier der Luftwaffe war er an verschiedenen Stützpunkten in den Vereinigten Staaten stationiert. Dazwischen absolvierte er die erwähnten Schulungen. Zwischen Juni 1993 und Juli 1994 kommandierte er als Oberstleutnant auf der Malmstrom Air Force Base in Montana die 12. Raketenschwadron (12th Missile Squadron).
Nach seinem anschließenden Studium am Air War College war er zwischen Juni 1995 und Juli 1999 auf der Peterson Air Force Base in Colorado in unterschiedlichen Funktionen Stabsoffizier beim damaligen Air Force Space Command. Anschließend kehrte er zur Malmstrom AFB zurück, wo er zwischen August 1999 und März 2001 die 341st Operations Group kommandierte. Es folgte eine erneute Versetzung zur Peterson AFB. Zwischen März 2001 und Juli 2002 war er dort stellvertretender Kommandeur des 21. Raumgeschwaders (21st Space Wing).
Alstons nächste Mission führte ihn erneut auf die Malmstrom AFB. Zwischen Juli 2002 und Juli 2004 hatte er dort den Oberbefehl über das 341. Raumgeschwader (341st Space Wing). Danach war er bis zum Februar 2005 in der Stabsabteilung für Luft und Raum Operationen des Air Force Space Commands auf der Peterson AFB tätig. Es folgte eine Versetzung in den Irak. In Bagdad war Alston zwischen Februar 2005 und Februar 2006 Leiter der Stabsabteilung für strategische Kommunikation (Deputy Chief of Staff, Strategic Communications) und gleichzeitig Sprecher der Multinationalen Streitkräfte im Irak.
Nach einer erneuten Tätigkeit im Stab des Air Force Space Commands, diesmal als Leiter der Stabsabteilung für Luft und Raum Operationen, wurde er im September 2007 zum Hauptquartier der Air Force in Washington, D.C. beordert. Dort leitete er bis zum Juni 2010 verschiedene Unterabteilungen. Am 1. Juli 2010 übernahm Donald Alston als Nachfolger von Roger W. Burg auf der Francis E. Warren Air Force Base in Wyoming das Kommando über die 20. Luftflotte. Gleichzeitig kommandierte er auch die ICBM-Task Force 214, die dem United States Strategic Command unterstand. Diese Aufgaben nahm er bis zum Juni 2012 wahr, als Michael Carey seine Nachfolge antrat. Anschließend schied er aus dem aktiven Militärdienst aus.
Nach seiner Pensionierung wurde Alston Präsident der Firma Alston Strategic Consulting, LLC. Diese befasst sich mit nuklearen Waffen, deren Sicherheit und mit der Entwicklung neuer Systeme. Außerdem wurde er für die Potomac Foundation tätig.

## Daten der Beförderungen
| Abzeichen | Rang               | Jahr              |
| --------- | ------------------ | ----------------- |
|           | Second Lieutenant  | 31. Mai 1978      |
|           | First Lieutenant   | 31. Mai 1980      |
|           | Captain            | 31. Mai 1982      |
|           | Major              | 1. April 1989     |
|           | Lieutenant Colonel | 1. Juni 1993      |
|           | Colonel            | 1. September 1998 |
|           | Brigadier General  | 1. August 2005    |
|           | Major General      | 2. September 2008 |

## Orden und Auszeichnungen
C. Donald Alston erhielt im Lauf seiner militärischen Laufbahn unter anderem folgende Auszeichnungen:
- Air Force Distinguished Service Medal
- Legion of Merit
- Bronze Star Medal
- Defense Meritorious Service Medal
- Meritorious Service Medal
- Joint Service Commendation Medal
- Air Force Commendation Medal
- Air Force Achievement Medal
- Air Force Outstanding Unit Award
- Air Force Organizational Excellence Award
- Combat Readiness Medal
- National Defense Service Medal
- Iraq Campaign Medal